# Yusofara
× Yusofara, (abreviado Ysfra) en el comercio, es un híbrido intergenérico entre los géneros de orquídeas Arachnis × Ascocentrum × Renanthera × Vanda. Fue publicado en Orchid Rev. 80(954) cppo: 7 (1972).